# Прогресс М-52
Прогресс М-52 — транспортный грузовой космический корабль (ТГК) серии «Прогресс», запущен к Международной космической станции. 17-й российский корабль снабжения МКС. Серийный номер 352.

## Цель полёта
Доставка на МКС более 2400 килограммов различных грузов, в числе которых топливо для двигательных установок орбитальной станции, кислород, воздух, питьевую воду, продукты питания, целевые грузы для проведения экспериментов по программам Российской Академии наук, Европейского космического агентства и Японии, бортовую документацию, посылки и новогодние подарки для экипажа.

## Хроника полёта
- 28.02.2005, в 22:09:18 (MSK), (19:09:18 UTC) — запуск с космодрома Байконур;
- 02.03.2005, в 23:10:08 (MSK), (20:10:08 UTC) — осуществлена стыковка с МКС к стыковочному узлу на агрегатном отсеке служебного модуля «Звезда». Процесс сближения и стыковки проводился в автоматическом режиме;
- 16.06.2005, в 00:16:10 (MSK), (20:16:10 UTC) — ТГК отстыковался от орбитальной станции и отправился в автономный полёт.

## Перечень грузов
Суммарная масса всех доставляемых грузов: 2490 кг
| Название | Масса (кг) |
| --- | ---------- |
| Топливо в баках системы дозаправки                                                                                   | 262        |
| Газ в баллонах средств подачи кислорода (СрПК):                                                                      |            |
| Кислород | 75         |
| Воздух | 34         |
| Вода в баках системы «Родник»                                                                                        | 420        |
| Контейнеры с рационами питания, свежие продукты                                                                      | 312        |
| Оборудование для научных исследований (в том числе по программе ISM «Энеида» (ЕКА))                                  | 78         |
| Оборудование для американского сегмента, в том числе продукты питания, средства санитарно-гигиенического обеспечения | 341        |